# Mięsień prostownik krótki kciuka

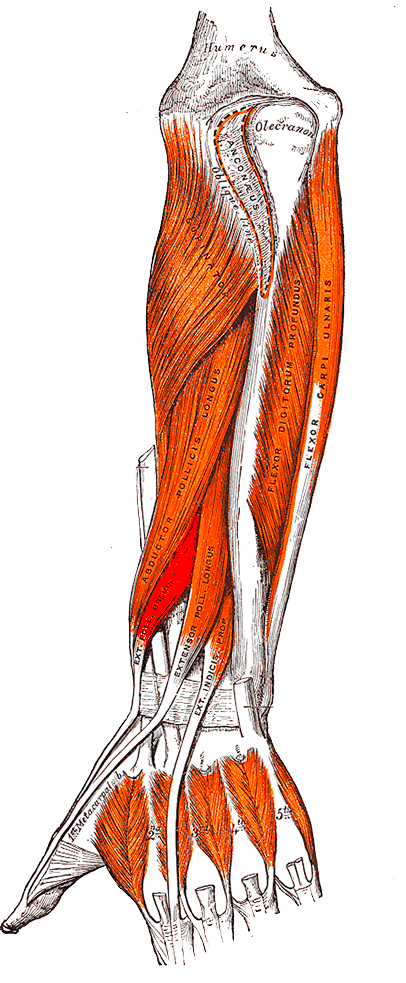
Mięsień prostownik krótki kciuka oznaczony na czerwono.

Mięsień prostownik krótki kciuka (łac. musculus extensor pollicis brevis) – w anatomii człowieka mięsień warstwy głębokiej grupy tylnej mięśni przedramienia, położony po stronie łokciowej od mięśnia odwodziciela długiego kciuka. Przyczep proksymalny ma na powierzchni tylnej kości promieniowej oraz błonie międzykostnej. Biegnie wzdłuż odwodziciela długiego kciuka i przebiega przez pierwszy przedział troczka prostowników. Kończy się ścięgnem na podstawie paliczka bliższego kciuka.
Unaczyniony jest przez tętnicę międzykostną tylną, a unerwiony przez gałąź głęboką nerwu promieniowego (nerw międzykostny tylny).
Mięsień ten prostuje kciuk w stawie śródręczno-paliczkowym i stawie nadgarstkowo-śródręcznym kciuka. Działa także jako odwodziciel kciuka i ręki.